# Vịnh Chân Mây
Vịnh Chân Mây hay Vũng Chân Mây là một vịnh ven bờ biển phía nam thành phố Huế, Việt Nam.

## Địa lý
Vùng nước của vịnh được giới hạn bởi mũi Chân Mây Đông và mũi Chân Mây Tây, thuộc địa bàn xã Lộc Vĩnh, huyện Phú Lộc, với cửa vịnh rộng đến 7 km quay về hướng bắc. Vịnh tương đối rộng và sâu, với diện tích mặt nước khoảng 20 km², độ sâu vịnh phần lớn từ 6–14 m trong đó 40% diện tích sâu hơn 10 m. Mũi Chân Mây Đông với dãy núi cao trên 100 m che chắn các hướng gió Đông và Đông Bắc vào vịnh, tạo thành một vùng nước kín gió. Khu vực sát mũi Chân Mây Đông hiện là bến cảng Chân Mây, do Công ty cổ phần Cảng Chân Mây quản lý và khai thác.

## Lịch sử
Năm 1992, khi khảo sát các vùng biển ở miền Trung để tìm địa điểm xây dựng cảng biển nước sâu, vịnh Chân Mây là một trong ba địa điểm được Tiến sĩ Trương Đình Hiển (Phân viện Vật lý tại Thành phố Hồ Chí Minh) đề xuất, cùng với vịnh Dung Quất (Quảng Ngãi) và Nhơn Hội (Bình Định). Năm 1996, Thủ tướng Võ Văn Kiệt đã thị sát vịnh Chân Mây và cùng năm đã ký quyết định phê duyệt định hướng quy hoạch đô thị mới Chân Mây. Bến cảng số 1 của cảng Chân Mây sau đó được xây dựng từ năm 2001 đến năm 2003.